# Hrad u Strašína
Hrad u Strašína je zaniklý malý hrad asi jeden kilometr jižně od centra Strašína v okrese Klatovy. Nachází se na bezejmenné kótě v nadmořské výšce 711 metrů. Zachovaly se z něj pouze nevýrazné terénní relikty.

## Historie
Nejsou žádné písemné prameny, které by se k hradu vztahovaly, ale archeologicky byla jeho existence doložena ve 13. století. Je možné, že zakladateli hradu byli Vítkovci, než zdejší panství prodali Mikulášovi a Kristině z Prahy. Dalšími známými vlastníky panství byli v roce 1254 strakoničtí Johanité.

## Stavební podoba
Jádro malého hradu bylo na jihu a jihozápadě odděleno od zbytku ostrožny příkopem a vnějším valem. Na ploše jádra se nezachovaly žádné stopy zástavby, pouze nad jihozápadní částí příkopu je fragment zdi z nasucho kladených kamenů. Hrad nebyl nikdy dostavěn.

## Přístup
Cesta na hrad vede z osady Lazny po silnici směrem na jih. Asi po 150 metrech ze silnice odbočuje doleva lesní cesta, která prudce stoupá až ke hradu.